# 華城市
華城市（：／ Hwaseong si */?），大韓民國京畿道下轄的特例市，国际大企业三星電子在此市設有先進製程的晶圓廠，華城市境內工業發達，有化工、機械食品加工、汽車等多种產業，此外，農業、水產業及畜牧業亦發達。交通便利，共有三條高速公路經過。
全市总面积688平方公里，人口864,687人（2021年4月）。位於韓國首都首爾西南方48公里处

## 名稱
華城市的名稱來源於现水原市境内的水原華城，因其最初与现在的水原市同处于水原郡，故当把水原郡的城市部分剥离后，考虑到与原水原郡的传承关系，取名叫华城郡；但水原市的规模不断扩大，因而现在的华城市边界与水原华城间已有很大距离。

## 行政区域
| 行政洞、邑、面 | 法定洞、法定里 |
| -------------- | --- |
| 陳雁洞         | 陳雁洞、陵洞、機山洞、伴亭洞 |
| 餅店1洞        | 餅店洞 |
| 餅店2洞        | 餅店洞 |
| 半月洞         | 半月洞 |
| 旗培洞         | 培養洞、旗安洞 |
| 花山洞         | 黄鷄洞、松山洞、安寧洞 |
| 東灘1洞        | 半月洞、盤松洞、石隅洞 |
| 東灘2洞        | 盤松洞 |
| 東灘3洞        | 陵洞 |
| 東灘4洞        | 梧山洞、清溪洞、英川洞 |
| 峰潭邑         | 上里、内里、水營里、洞化里、臥牛里、水機里、汾川里、旺林里、細谷里、堂下里、馬霞里、柳里、德里、德佑里、下加等里、上箕里                                             |
| 雨汀邑         | 元安里、虎谷里、雲坪里、閑角里、覓祐里、花樹里、珠谷里、梨花里、石川里、梅香里、花山里、朝岩里、菊花里                                                               |
| 郷南邑         | 坪里、發安里、提岩里、上新里、求文川里、下吉里、禾里峴里、上斗里、白土里、吉城里、料里、水直里、葛川里、増巨里、松谷里、東梧里、官里、桃李里、杏亭里、防築里、長朕里 |
| 南陽邑         | 南陽里、新南里、長德里、安石里、活草里、温石里、茂松里、北陽里、松林里、水花里、獐田里、新外里、文湖里、匙里、遠泉里                                                 |
| 梅松面         | 泉川里、院坪里、漁川里、肅谷里、野牧里、松蘿里、院里 |
| 飛鳳面         | 兩老里、南田里、柳浦里、三花里、鳩浦里、双鶴里、青蓼里、紫安里 |
| 八灘面         | 下楮里、昌谷里、箕川里、佳才里、旧場里、栗岩里、路下里、德泉里、芝月里、德隅里、鋤斤里、月門里、花塘里、古州里、梅谷里、海倉里                                       |
| 正南面         | 鉢山里、掛嚢里、普通里、官項里、五逸里、栢里、文学里、新里、桂香里、歸来里、諸岐里、德節里、陰陽里、望月里、水面里、内里、金福里、古支里、龍水里                     |
| 東灘面         | 中里、新里、睦里、山尺里、長芝里、松里、防橋里、金谷里 |
| 麻道面         | 石橋里、斗谷里、松亭里、双松里、青園里、瑟項里、海門里、白谷里、錦堂里、古母里                                                                                       |
| 松山面         | 沙江里、鳳歌里、三尊里、龍浦里、古井里、双井里、天灯里、新天里、禿旨里、馬山里、古浦里、芝花里、中松里、六一里、漆谷里                                               |
| 西新面         | 前谷里、尚安里、廣坪里、檣外里、松橋里、濟扶里、弘法里、仕串里、梅花里、龍頭里、宮坪里、百味里                                                                       |
| 長安面         | 漁隱里、石浦里、水村里、独亭里、長安里、德多里、沙浪里、錦衣里、沙谷里、芦真里                                                                                       |
| 楊甘面         | 新旺里、社倉里、旌門里、松山里、龍沼里、蓼塘里、大陽里 |

## KBS华城发射台
KBS（韩国广播公司）的华城发射台，建于1980年，拥有5部发射机，其中中波的发射功率达到500千瓦，主要转播韩国国际广播电台和KBS社会教育广播（现名韩民族放送）的节目，2007年1月因5975千赫、6135千赫、7275千赫的发射机老化而废止，2010年1月恢复使用，但现阶段只能使用6015千赫，用100千瓦发射功率转播KBS韩民族放送的节目，5975千赫、6135千赫、7275千赫的发射机仍未修复。